# Llano Grande
Llano Grande és una concentració de població designada pel cens dels Estats Units a l'estat de Texas. Segons el cens del 2000 tenia 3.333 habitants.

## Demografia
Segons el cens del 2000, Llano Grande tenia 3.333 habitants, 907 habitatges, i 791 famílies. La densitat de població era de 743,9 habitants/km².
Dels 907 habitatges en un 47,1% hi vivien nens de menys de 18 anys, en un 70,5% hi vivien parelles casades, en un 12,6% dones solteres, i en un 12,7% no eren unitats familiars. En l'11,2% dels habitatges hi vivien persones soles el 8,5% de les quals corresponia a persones de 65 anys o més que vivien soles. El nombre mitjà de persones vivint en cada habitatge era de 3,67 i el nombre mitjà de persones que vivien en cada família era de 4.
Per edats la població es repartia de la següent manera: un 35,3% tenia menys de 18 anys, un 10% entre 18 i 24, un 23,9% entre 25 i 44, un 16,1% de 45 a 60 i un 14,7% 65 anys o més.
L'edat mediana era de 28 anys. Per cada 100 dones de 18 o més anys hi havia 88,8 homes.
La renda mediana per habitatge era de 20.491 $ i la renda mediana per família de 21.429 $. Els homes tenien una renda mediana de 17.218 $ mentre que les dones 12.826 $. La renda per capita de la població era de 6.954 $. Aproximadament el 35,5% de les famílies i el 40,6% de la població estaven per davall del llindar de pobresa.

## Poblacions més properes
El següent diagrama mostra les poblacions més properes.